# Balongsari (Banjarejo)
Balongsari is een bestuurslaag in het regentschap Blora van de provincie Midden-Java, Indonesië. Balongsari telt 2750 inwoners (volkstelling 2010).